# Noordoostpolder

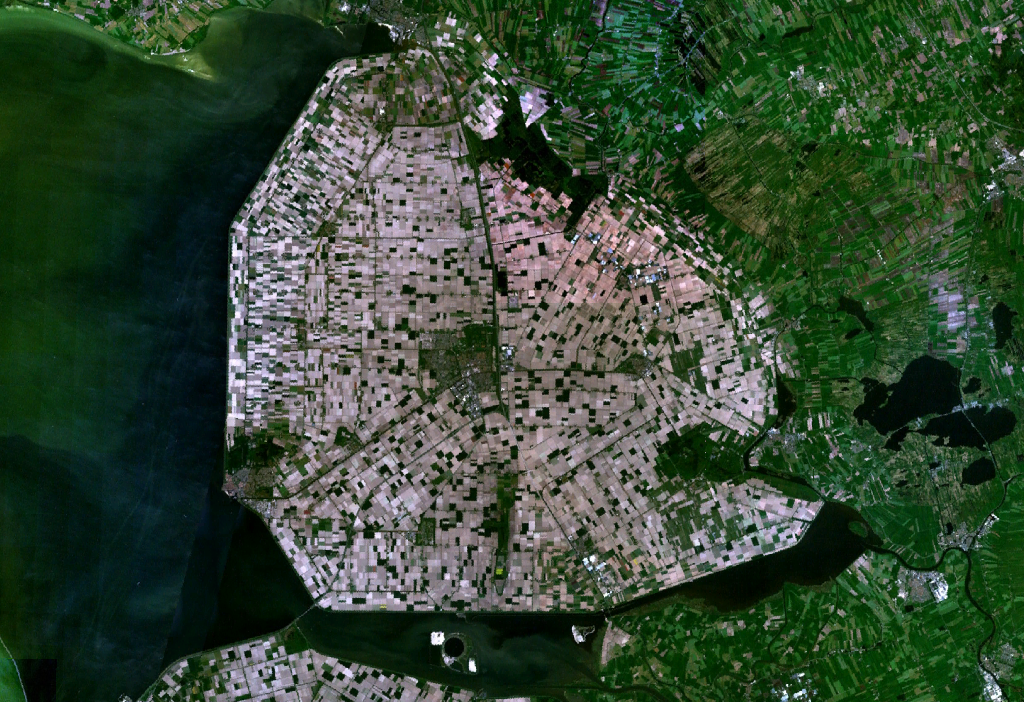
Fotografia satellitare di Noordoostpolder

Noordoostpolder  è una municipalità e un polder dei Paesi Bassi di 46 102 abitanti situata nella provincia del Flevoland.
La municipalità è stata istituita il 1º luglio 1962 con la soppressione dell'Openbaar Lichaam De Noordoostelijke Polder che amministrava gli stessi territori sotto la direzione del Ministero per gli affari interni (Ministerie van Binnenlandse Zaken).